# Пэдурени (деревня, Васлуй)
Пэдурени (рум. Pădureni)— деревня, расположенная в жудеце Васлуй в Румынии. Входит в состав коммуны Ошешти.

## География
Деревня расположена в 281 км к северу от Бухареста, 27 км к северо-западу от Васлуя, 42 км к югу от Ясс.

## Население
По данным переписи населения 2002 года в селе проживали 339 человек.

### Национальный состав
| Национальность | Кол-во человек | Процент |
| -------------- | -------------- | ------- |
| Румыны         | 339            | 100 %   |

### Родной язык
| Язык      | Кол-во человек | Процент |
| --------- | -------------- | ------- |
| Румынский | 339            | 100 %   |